# 28248 Barthelemy
28248 Barthelemy este o planetă minoră (asteroid) din centura de asteroizi. A fost descoperită pe 19 ianuarie 1999 la Caussols de OCA-DLR Asteroid Survey⁠(d) și a fost numită după Pierre Barthélémy⁠(d). 
Obiectul prezintă o orbită caracterizată de o semiaxă mare de 2,5970446 UAi, o excentricitate de 0,2111724, o înclinație de 2,48702 ° în raport cu ecliptica.